# Kolar
|  | Aquest article tracta sobre sobre la ciutat capital del districte de Kolar a Karnataka. Si cerqueu el llac Kolar, vegeu «Kolleru». |

Kolar(canarès ಕೋಲಾರ) és una ciutat i municipi del sud de l'Índia a Karnataka capital del districte de Kolar. La ciutat vella està formada per cinc àrees: Kurubarapet, Gandinagar, Gowripet, Aralepet i Kataripalya però no queda gaire cosa. A l'àrea del fort o de Kote hi ha els temples de Kolaramma i Someshwara i té prop el llac Kolaramma Lake. Al cens de l'Índia del 2001 apareix amb una població de 113.299 habitants. La població el 1881 era d'11.172 habitants i el 1901 de 12.210 habitants.

## Història
El seu nom original fou Kuvalala, contret a Kolala. Els Ganga occidentals vers el segle IV ja ostentaven el títol de senyors de Kuvalala. El temple de Kolaramma fou erigit per Rajendra Chola a l'inici del segle xi quan els coles acabaven de substituir als gangues. Al segle següent la ciutat va passar als hoysales i al segle xiv a Vijayanagar. Al segle xv un notable del regne, Tamme Gauda, va obtenir el territori de Kolar i el títol de Chikka Rayal, El 1639 va passar al sultanat de Bijapur i fou cedit al general Shahji, el pare de Sivaji, fundador de l'imperi maratha. Va passar al seu fill Venkoji que va fundar una dinastia a Tanjore. El 1686 va passar a l'Imperi Mogol i el 1720 Fateh Muhammad, pare de Haidar Ali, fou nomenat fawjdar (governador militar) del districte dependent del subadar de Sira. Després de canviar tres vegades de mans el nizam de Hyderabad va cedir la ciutat i territori a Haidar Ali de Mysore el 1761. Del 1768 al 1770 fou ocupada pels britànics; després (1770) fou per un temps dels marathes i va retornar a Mysore; el 1791 els britànics la van ocupar però en el tractat de pau de 1792 la van retornar a Tipu Sultan. La makbara o tomba del pare d'Haidar Ali, està en aquesta ciutat. La municipalitat es va formar el 1870. A finals del segle xix la major part del fort i muralles foren eliminats per noves construccions.